# Ikiru
Ikiru (生きる: Viure) és una pel·lícula dramàtica japonesa dirigida per Akira Kurosawa. Va ser estrenada el 9 d'octubre de 1952. El protagonista és Takashi Shimura. Els principals temes de la pel·lícula són l'aprenentatge de viure, la ineficàcia de la burocràcia i la decadència de la vida familiar al Japó. La pel·lícula va ser ben valorada ja des de la seva estrena.

## Argument
Kanji Watanabe és un funcionari de l'ajuntament de Tòquio en l'època de post-guerra, que ha estat consumit pel seu treball monòton i buit. Dia rere dia, no fa més que rebre les queixes dels ciutadans, amb excuses que són ja part de la seva rutina diària. Vidu, viu amb el seu fill i la seva nora que no el volen, ja que són egoistes. Un dia, aquest home de mitjana edat, que viu envoltat de persones que l'aprecien únicament pels diners (el seu fill) o el càrrec (els seus subordinats) que algun dia els deixarà, rep la notícia que pateix càncer d'estómac i li queda un any de vida.
Després d'aquesta terrible notícia, el senyor Watanabe intenta descobrir com donar-li sentit a la seva vida abans de morir. I ho aconsegueix rebel·lant-se contra la inèrcia de la burocràcia municipal i aconseguint que una zona d'aigües residuals insalubres es converteixi en un parc saludable, on els nens del veïnat puguin jugar tranquils i segurs. Al final, el senyor Watanabe va fins aquest parc per morir, amb les úniques persones que l'aprecien de debò.

## Temes
La mort és un dels temes principals de la pel·lícula, que segueix la recerca del protagonista Watanabe per trobar el sentit de la vida. Inicialment, Watanabe busca en les discoteques i les dones la raó de viure la vida al màxim, però acaba cantant la cançó de 1915 "Gondola no Uta" com una expressió de la pèrdua. L'autor Donald Richie va escriure que el títol de la pel·lícula, simplement "Viure", podria significar que "l'existència en si és suficient". Tanmateix, Watanabe troba que l'existència és dolorosa i això l'inspira i vol assegurar-se que la seva vida no hagi estat inútil. La justificació de la seva vida, que es troba en el parc que ajuda a construir, és “com viure”.
Ikiru també és una "acusació sobre la burocràcia japonesa". Al Japó, després de la Segona Guerra Mundial, i també encara hores d'ara, s'espera que el salaryman (home assalariat) treballi seguint les regles d'una organització sense qüestionar-les, de manera previsible.
Per exemple, l'escena on les mares visiten per primera vegada l'oficina de la ciutat per sol·licitar un parc infantil, mostra la indiferència per part dels buròcrates, perquè és una qüestió fira de les seves rutines i els seus protocols. Els buròcrates les passen de departament a departament sense motiu, fins que al final se'ls demana una petició escrita, amb una documentació absurda que simbolitza la feina sense sentit de la burocràcia. Malgrat això, Watanabe utilitza la mateixa burocràcia per forjar el seu llegat i, aparentment, no es molesta quan la burocràcia oblida ràpidament que va dirigur la consecució del projecte per construir el parc infantil.
A la pel·lícula, l'atenció sanitària japonesa també es mostra amb una burocràcia excessiva, ja que Watanabe visita una clínica en una escena "commovedora". El metge és presentat amb un esperit paternalista, i Watanabe no respon a la seva autoritat.
Timothy Iles escriu que, igual que a la pel·lícula Tokyo monogatari (1953) de Yasujirō Ozu, Ikiru podria mostrar una visió negativa sobre l'estat de la vida familiar al Japó modern. Watanabe ha viscut amb el seu fill, Mitsuo, durant anys, però no hi ha una bona relació. Per a Mitsuo, el seu pare és una molèstia i tan sols és una via per aconseguir diners. Els fills no tenen la responsabilitat de respectar als seus pares. La vida urbana pot ser un motiu dels canvis negatius en la societat japonesa, encara que la raó per la qual es deteriora la relació entre Watanabe i Mitsuo és també la preocupació de Watanabe pel treball.
Una altra raó per a la distància pare-fill és que Watanabe no hagués estat present amb Mitsuo durant un tractament mèdic quan el nen tenia 10 anys. Aquest detall encaixa amb un patró general de les pel·lícules de Kurosawa sobre els fills, que acostumen a representar a la seva obra una càrrega massa dura per als pares.

## Influència
Ikiru ha estat la font d’inspiració de la pel·lícula d'Oliver Hermanus Living (2022), protagonitzada per Bill Nighy. En ella, un funcionari seriós i estricte al Londres dels 1950s, decideix prendre's temps lliure de la feina per experimentar la vida després de rebre un diagnòstic greu.

## Repartiment
- Takashi Shimura - Kanji Watanabe (渡邊 勘治 Watanabe Kanji)
- Shinichi Himori - Kimura (木村)
- Haruo Tanaka - Sakai (坂井)
- Minoru Chiaki - Noguchi (野口)
- Bokuzen Hidari - Ohara (小原)
- Miki Odagiri - Toyo Odagiri, treballadora (小田切 とよ Odagiri Toyo)
- Kamatari Fujiwara - Ōno, cap de la subsecció (大野)
- Nobuo Nakamura - Tinent d'alcalde
- Yūnosuke Itō - Novel·lista
- Minosuke Yamada - Subordinat Clerk Saito (齋藤)
- Makoto Kobori - Kiichi Watanabe, germà de Kanji (渡邊 喜一 Watanabe Kiichi)
- Nobuo Kaneko - Mitsuo Watanabe, fill de Kanji (渡邊 光男 Watanabe Mitsuo)
- Atsushi Watanabe - pacient de l'hospital
- Noriko Honma - mestressa de casa
- Isao Kimura - un metge intern
- Masao Shimizu - un metge

## Crítica
La pel·lícula va obtenir una bona aprovació de la crítica ja al moment del seu llançament. Bosley Crowther, crític del The New York Times, la va qualificar com una pel·lícula "estranyament fascinant i que t'afecta profundament, fins al punt que reconeixia el seu heroi envellit cap al gran més enllà". Crowther va elogiar la interpretació de Takashi Shimura dient que "a través de la seva actuació està entre els millors actors de qualsevol país", i va felicitar també a Miki Odagiri, Nobuo Kaneko i Yunosuke Ito. La revista Variety va denominar la pel·lícula un "tour-de-force", "que manté un fil dramàtic i evita el mal humor".
Roger Ebert la va afegir a la seva llista de Great Movies (Grans pel·lícules) el 1996 i va dir: "Al llarg dels anys he vist Ikiru cada cinc anys més o menys, i cada vegada m'ha commòs més i em m'ha fet reflexionar. I com més gran sóc, menys em sembla que Watanabe sigui un vell patètic; s'assembla més a cadascun de nosaltres." A la seva ressenya de Great Movies de Els set samurais, Ebert va qualificar Ikiru com la millor pel·lícula de Kurosawa. El 2008, Wally Hammond, a la revista Time Out, va elogiar Ikiru com "un dels triomfs del cinema humanista". Aquell any, el novaiorquès Michael Sragow la va descriure com una "obra mestra", malgrat assenyalar que Kurosawa s'associa més amb les seves pel·lícules d'acció. L'escena de Watanabe sobre el gronxador al parc infantil que s'ha construït gràcies a ell ha estat descrita com a "icònica".
La revista Empire, classifica Ikiru, en el lloc 459 de la seva llista de 2008 de les 500 millors pel·lícules de tots els temps, i la 44ª de "Les 100 millors pel·lícules del món del cinema" el 2010. En contra seva, el 2016, The Daily Telegraph la considerava com una de les 10 pel·lícules més sobrevalorades. La pel·lícula té una valoració crítica del 100% a la pàgina web de l'agregador de revisions Rotten Tomatoes, basada en 32 ressenyes.